# Дёллен, Александр Карлович
Александр Карлович Дёллен (нем. Alexander Ludwig Doellen; 1814—1882) — доктор римской словесности, заслуженный профессор университета Св. Владимира. Брат астронома В. К. Дёллена.

## Биография
Родился в Митаве 9 (21) апреля 1814 года в семье педагога лютеранского вероисповедания Карла Августа Дёллена (1775—1851), содержавшего частное училище в местечке Доблен, где и получил среднее образование. По окончании училища в 1830 году некоторое время преподавал в нём.
В 1832 году поступил в Дерптский университет на историко-филологическое отделение философского факультета. Был удостоен золотой медали за сочинение «De vita et scriptis Livii Andronici», получил степень кандидата философии и, выдержав учительский экзамен, в 1837 году был назначен учителем в Рижскую гимназию, а в следующем году утверждён старшим учителем.
В 1838 году, переработав свое сочинение о Ливии Андронике, представил его в качестве диссертации под заглавием «De vita Livii Andronici dissertatio, Dorpati Livonorum» и получил степень магистра римской словесности. На магистерском диспуте присутствовал и принимал участие в качестве оппонента министр народного просвещения граф Уваров, который вскоре предложил новому магистру место адъюнкта по кафедре греческой и римской словесности в университете Св. Владимира, и 29 сентября 1839 года Деллён был утверждён в этой должности. В 1840 году он был удостоен благодарности от министра народного просвещения за отлично-усердную службу, а 4 ноября того же года был утверждён экстраординарным профессором по кафедре римской словесности и древностей. В 1850 году был назначен исправляющим должность ординарного профессора по той же кафедре. С 29 сентября 1848 года состоял в чине статского советника.
В 1856 году за разбор сочинения С. В. Ешевского «Аполлинарий Сидоний» был удостоен золотой медали Императорской академии наук, установленной для рецензентов. В 1862 году, по истечении 25 лет службы, был оставлен на пятилетие, а в 1863 году утверждён в звании заслуженного профессора. Степень доктора римской словесности получил лишь в 1864 году, представив в качестве диссертации сочинение «Beiträge zur Kritik und Erklärung der Satiren des D. Jun. Juvenalis» и в том же году был утверждён ординарным профессором по занимаемой кафедре.
Помимо профессуры, в 1857—1862 годах он занимал, по приглашению попечителя Киевского учебного округа Н. Р. Ребиндера, должность директора Киевской 1-й гимназии.
В 1867 году, по выслуге тридцати лет в учебном ведомстве, вышел в отставку, но совет Харьковского университета тогда же предложил ему занять место ординарного профессора по кафедре римской словесности в этом университете. Деллен принял это предложение и, заняв кафедру в Харьковском университете, оставался на ней в течение трёх пятилетий до самой своей смерти, продолжая и здесь, как и в Киевском университете, излагать своим слушателям на латинском языке и историю римской литературы, и римские древности, и античную мифологию. В чтении своих лекций Деллен следовал методу Я. И. Нейкриха и, благодаря этому, давал полную возможность своим слушателям основательно изучить латинский язык.
Был произведён 30 декабря 1867 года в действительные статские советники.
Умер 22 марта (3 апреля) 1882 года.

## Награды
- Орден Св. Станислава 2-й ст. (1855; императорская корона к ордену — 1862)
- орден Св. Анны 2-й ст. (1859)
- орден Св. Владимира 3-й ст. (1870)
- Орден Св. Станислава 1-й ст. (1874)
- орден Св. Анны 1-й ст. (1878)
- темно-бронзовая медаль «в память войны 1853—1856 гг.»
- знак отличия беспорочной службы за XL лет[1]

## Семья
Былженат на Марии (Матильда, Молли) Доротее Мередиг (1814, Харьков — 1879, Рига). Их сыновья:
- Николай (1850—1886), окончил 1-ю Киевскую гимназию (1867), учился в Харьковском университете, однако курса не окончил из-за слабости здоровья. Умер скоропостижно[2].
- Константин (1854—1926), окончил 1-ю Киевскую гимназию (1867) и Харьковский университет (1871), был преподавателем древних языков в 1-й Киевской гимназии (1883—1904), затем директором Сувалкской гимназии (1905—1908). По выходе в отставку жил в Киеве, состоял членом Киевского клуба русских националистов[3].